# Lauritz Bragenes
Lauritz Bragenes (født 1687, død 16. september 1729 i København) var en dansk (dansk-norsk?) søofficer og skibskonstruktør.
Han var søn af en skibstømrermand ved Holmen, blev 1708 kadet og 1714 sekondløjtnant, var 1716 med orlogsskibet Ditmarsken og 1717 med orlogsskibet Prins Christian. Dette år fik Bragenes tilladelse til at studere i England, hvor han var i seks måneder. 1718 var han på orlogsskibet Elephanten og 1719 på Sophie Hedevig. 1719 blev han premierløjtnant og 1720 sendt til Fladstrand for at hjælpe kommandørkaptajn Rasmus Krag med at hæve sunkne skibe ved Marstrand.
1722 ansøgte Bragenes om at blive uddannet i skibsbygning, og allerede i 1723 udgav han Een liden Søe-Architectur, eller Skibsbygger Konstens første Piece, som er det første videnskabelige værk på dansk inden for dette område. Han skrev også en sørgetale til dronning Louises begravelse 1721. 1723 begyndte han en treårig studierejse sammen med Diderich Thura og parallelt med Knud Benstrup og Nicolay Peter Judichær. Thura og Bragenes skulle begynde rejsen i England, mens Benstrup og Judichær skulle begynde i Frankrig. Efter halvandet år skulle de så mødes og udveksle erfaringer og "bytte" land og slutteligt mødes i Holland. 1725 blev han kaptajnløjtnant, og 1728 kom han hjem fra rejsen. Han døde året efter.
I Kjøbenhavns Huse og Indvaanere efter Branden 1728 fremgår det, at i "Øster-Qvarteer no.78 logerer Hr. Capit: Lieut: Bragnes ved Söe Etaten".
Han var ugift.